# Motore V2

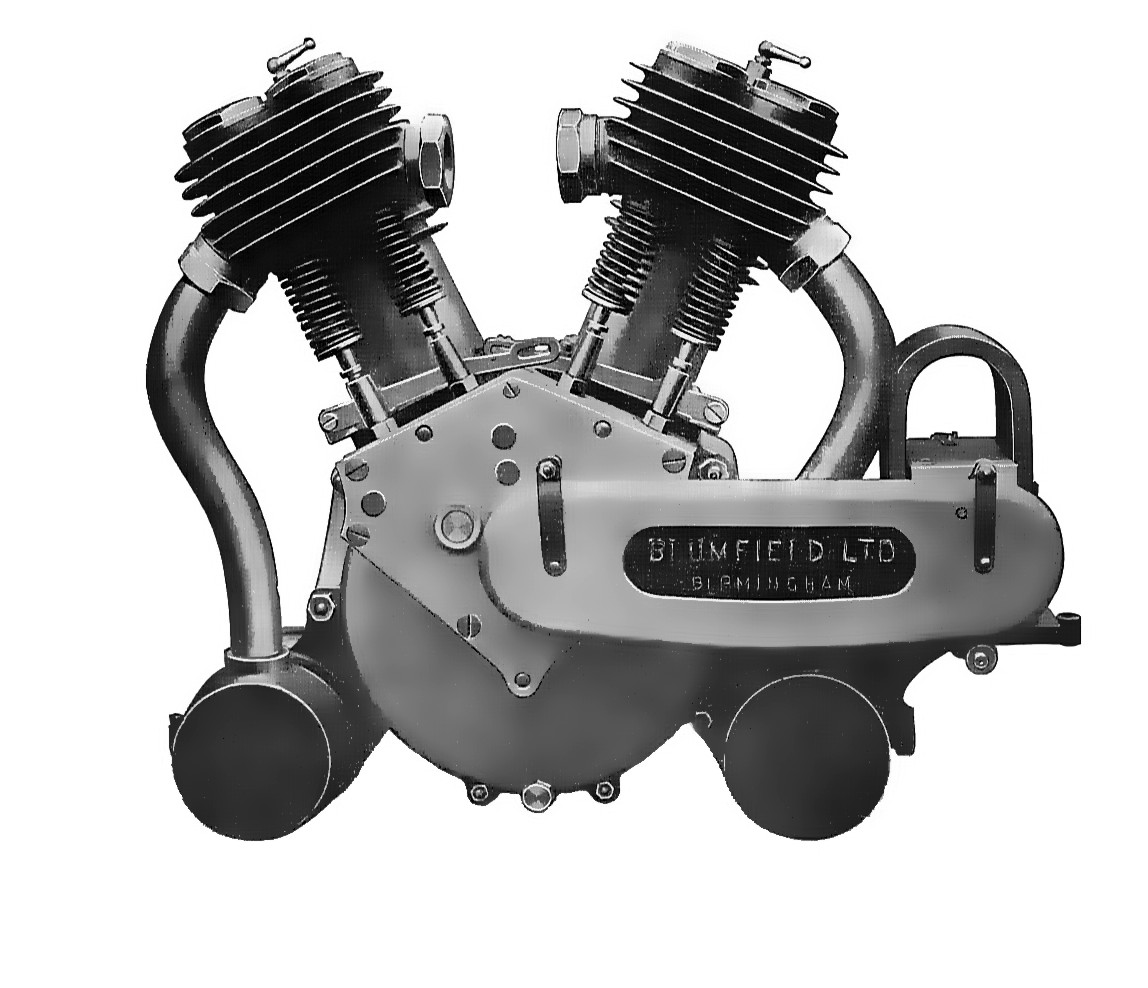
Motore V2

Il motore V2 è un motore con due cilindri disposti a V, prevalentemente utilizzato in campo motociclistico. 

## Caratteristiche
Il motore può essere montato in posizione longitudinale o trasversale, nomenclatura che indica l'orientamento dell'albero motore rispetto all'asse longitudinale della moto. 
Nel motore longitudinale solitamente viene preferita una trasmissione ad albero con giunto cardanico, ma si ha un motore più ingombrante e la coppia di rotazione del motore stesso indotta dalle parti in movimento interne, diventa più accentuata e tende a inclinare lateralmente il mezzo, oltre a causare un momento di reazione sulla coppia conica che tende a sollevare il posteriore in accelerazione (problema che viene risolto puntualmente con l'installazione di un'asta di reazione). La distribuzione, a cinghia, a catena o a cascata di ingranaggi, solitamente è posizionata nella parte frontale del motore.
Viceversa il motore trasversale consente di ottenere un motore meno ingombrante, ma soggetto a coppia di beccheggio indotta dalla rotazione dell'albero motore; la distribuzione solitamente è posizionata nella parte laterale destra del motore.
Un'ulteriore caratterizzazione si può effettuare indicando l'angolo formato tra i cilindri che formano la "V": i più usati sono 45°, 60°, 90° e 180°.
Il propulsore V2 è molto diffuso in campo motociclistico tanto che in alcuni casi è divenuto un marchio di riconoscimento di una marca. Tra i più famosi propulsori longitudinali si hanno il V2 di 90° di Moto Guzzi, la cui caratteristica peculiare è la distribuzione ad aste e bilancieri comandate da un albero a camme montato alla base dei cilindri, il gioco tra le valvole e i bilancieri che le comandano emette il classico ticchettio che, unitamente allo scarico, caratterizza il famoso suono del bicilindrico di Mandello del Lario. Motori a V longitudinali sono stati utilizzati anche dalla Honda per i suoi modelli della serie CX.
Tra i propulsori trasversali, invece, ci sono il motore V2 a 45° delle moto Harley-Davidson, il V2 di 90° (detto anche a "L") Ducati, della Moto Morini a V di 72° e su molte moto tipo Custom prodotte dalle Case giapponesi. 
Al fine di ridurre le vibrazioni i due cilindri dovrebbero formare tra di loro un angolo di 90° che garantisce il migliore bilanciamento del motore. Non sempre questo è possibile per cui esistono motori con angoli diversi dall'angolo ottimale. Per esempio, oltre alla già ricordata Harley-Davidson, l'Aprilia impiegava motori a V di 60° (Rotax) e ora a V di 90° così come Suzuki e Honda. BMW impiega una tipologia di motore che da sempre la contraddistingue, il 180° denominato boxer.